# Margaux Farrell
Margaux Isabelle Farrell (Allendale, Estados Unidos, 22 de agosto de 1990) es una deportista francesa que compitió en natación. Ganó una medalla de plata en el Campeonato Europeo de Natación de 2010, en la prueba de 4 × 200 m libre.

## Palmarés internacional
| Campeonato Europeo | Campeonato Europeo | Campeonato Europeo | Campeonato Europeo |
| Año                | Lugar              | Medalla            | Prueba             |
| ------------------ | ------------------ | ------------------ | ------------------ |
| 2010               | Budapest (Hungría) | Medalla de plata   | 4 × 200 m libre    |